# Eskild
Eskild er et drengenavn, der stammer fra olddansk "Æskil" og oldnordisk "Ásketill", som betyder "gudehjelm" eller "gudekedel". Andre former af navnet er Eskil og Askild. Navnet er ikke særlig udbredt, idet blot 638 danskere bar en af de tre former for navnet i 2001 ifølge Danmarks Statistik.

## Kendte personer med navnet
- Ærkebiskop Eskil, dansk ærkebiskop fra Lund.
- Eskil, biskop i Viborg.
- Eskil, biskop i Århus.
- Eskild Ebbesen, dansk roer.

## Navnet anvendt i fiktion
- Eskild fra Svendborg er en figur, som skuespilleren Kai Løvring spillede i flere monologer.